# Палантири

Палантир у фільмі «Володар перснів: Хранителі персня»

Паланти́ри чи палантіри (англ. palantíri, з синд. — «Ті, що спостерігають здалеку»), або Видющі Камені, — у романах Дж. Толкіна назва семи відомих (точну кількість палантирів невизначено) чарівних сферичних каменів, що мали властивість показувати тому, хто дивився в них, речі, віддалені в часі та просторі.

## Вигляд і властивості
Палантири — ідеальні сфери з гладкою поверхнею, зроблені з твердого суцільного скла чи чорного кришталю. Найменші мали фут у діаметрі, а найбільші були настільки великі, що їх не могла підняти людина. Коли їх не використовували, їхній колір був чорним. Переважно вони показували тільки те, що перебувало поруч сусіднього спорідненого каменя, бо камені були пов'язані між собою; але наділені сильною волею особи могли навчитися скеровувати свій погляд крізь камені, куди забажають. Палантир не міг показати те, чого немає, проте, за бажання володаря іншого каменя, міг перебільшити зображене в ньому.

## Історія
Видющі Камені виготовив у Першу епоху ельф Феанор. На початку Другої Епохи сім палантирів були подаровані нуменорцям, а восьмий — найголовніший, залишився в ельфів на острові Тол-Ересеа. За допомогою палантирів нуменорці дізналися про багато речей, які вороги хотіли би приховати; мало що могло сховатись від них у дні їхньої могутності.
Напередодні загибелі королівства Нуменор Еленділ та його сини Ісілдур і Анаріон вивезли сім каменів до Середзем'я. При заснуванні Арнору і Ґондору камені були поділені. Три з них взяв Елендір, а сини — по два.

### Палантир Вежі Емін-Берайд
Камінь був залишений Еленділом у Елостіріоні — одній з веж Емін-Берайду. Раніше він показував острів Тол-Ересеа в Амані, бо був пов' язаний з головним палантиром. Після загибелі Нуменору, коли Безсмертні Землі відійшли з кола Арди, у палантирі було видно тільки море. Інколи до нього приходив Еленділ, марно намагаючись угледіти землі недосяжного Заходу. Однак, ельфи могли бачити далі, ніж люди, і час від часу вони здійснювали паломництва до каменя, щоб побачити Тол-Ересеа. Після загибелі Арнору палантир охоронявся Кірданом та ельфами Ліндону. У кінці Третьої Епохи був вивезений за море на кораблі, що відвіз Хранителів Перснів.

#### Палантир Аннумінаса
Один з найменших каменів, зберігався в Аннумінасі, столиці Арнору, ним користувались північні королі. Після розпаду королівства у 871 р. Третьої епохи та занепаду Аннумінаса, палантир був перенесений володарями Артедайну в Форност. Коли у 1974 р. Третьої епохи король Анґмару захопив місто, палантир був вивезений останнім правителем Півночі Арведуї. У 1975 р. цієї епохи камінь потонув у водах Форогельської затоки під час загибелі корабля Арведуї.

#### Палантир вежі Амон-Сул
Палантир зберігався у сторожовій вежі Амон-Сул на вершині пагорба Вивітрень і вирізнявся великими розмірами — його було не під силу підняти одній людині. Камінь був з'єднаний з палантирами Ґондору. Після поділу королівства за контроль над вежею і палантиром з Артедайном змагались Рудаур і Кардолан. У 1409 р. коли вежу було зруйновано, камінь було вивезено в Форност. Після падіння міста обидва палантири було вивезено королем Арведуї і вони загинули разом з ним у водах Форогелу.

### Камені Ґондору

#### Палантир Мінас-Ітіля
Один з ґондорських палантирів, що спочатку належав Ісілдуру, зберігався в його колишній резиденції Мінас-Ітіль. Коли у 2002 р. Третьої епохи місто захопили назґули, камінь потрапив до Саурона. Темний Володар використовував камінь для привернення на свій бік Сарумана і обману Намісника Ґондору Денетора ІІ. Вочевидь камінь загинув під час зруйнування Барад-Дура.

#### Палантир Мінас-Анора
Належав Анаріону. Зберігався на верхньому рівні Мінас-Анора (згодом Мінас-Тіріт) у найвищий палаті Білої Вежі. Після захоплення силами Саурона Мінас-Ітіля не використовувався і зберігався у таємниці Намісниками Ґондору. Проте Денетор ІІ став використовувати камінь для стеження за землями Ґондору і кинув виклик Саурону в «битві розумів». Темний Володар не зміг схилити Намісника на свій бік, але через це протистояння Денетор почав швидко старіти. Після того як він збожеволів під час облоги Мінас-Тіріта в 3019 р. Третьої епохи, Намісник зійшов разом з палантиром на вогнище і здійснив самоспалення. Після цього люди не бачили в палантирі нічого крім обгорілих рук Денетора.

#### Палантир Осґіліата
Належав Ісілдуру. Найголовніший з семи палантирів Середзем'я, він зберігався в Осґіліаті, в давній столиці Ґондору. Був дуже великим і важким, цей камінь було неможливо підняти людині. Камінь було втрачено у водах Андуїну при розоренні міста, під час громадянської війни у 1437 р. Третьої епохи.

### Палантир вежі Ортанк
Належав Анаріону. Був поміщений в цитадель фортеці Ісенґард — вежу Ортанк. Після перервання королівської династії в Ґондорі, фортецю було покинуто, а палантир — забуто.
У 2759 р. Третьої епохи Саруман з дозволу намісника Ґондору Берена оселився в Ісенґарді. Знайшовши палантир, близько 3000 р. Третьої епохи, маг став використовувати камінь для огляду Середзем'я і пошуків Персня Влади. Дуже скоро камінь воз'єднався з палантиром Мінас-Ітіля, а Саруман потрапив під вплив Саурона і став зрадником.
Після зруйнувавання Ісенґарда ентами 5 березня 3019 р. Третьої епохи, Ґандальф і Теоден прибули до Ортанка на переговори з Саруманом. Слуга мага Ґріма Гадючий Язик скинув палантир з вежі і його підібрав Переґрін Тук. Ґандальф забрав камінь, але гобіт вночі взяв його у сплячого мага, і зазирнув у нього. Його побачив Саурон, що прийняв його за Хранителя Персня і подумав, що він перебуває в полоні в Сарумана в Ортанку.
6 березня 3019 р. Араґорн узяв камінь Ортанка собі і повернув контроль над ним. Завдяки цьому він побачив флот умбарських корсарів, що рухався на Ґондор з півдня. За допомогою армії Мертвих Араґорн захопив умбарський флот і привів його в розпал битви на полях Пеленнора. Також він зміг відволікти увагу Саурона від Мордору і передав свободу дій Фродо і Сему.
Після Війни Персня Араґорн, ставши королем Воз'єднаного королівства Арнору і Ґондору, використовував камінь Ортанка, щоб оглядати свої землі і те, що на них відбувається.